# Hexhamshire Low Quarter
Hexhamshire Low Quarter var  en civil parish 1866–2011 när det uppgick i Hexhamshire, i Storbritannien. Det ligger i grevskapet och kommunen Northumberland i riksdelen England, i den centrala delen av landet, 400 km norr om huvudstaden London. Civil parish hade 223 invånare år 1961.